# فابريس دو ماركولينو
فابريس دو ماركولينو (بالفرنسية: Fabrice Do Marcolino)‏ (مواليد 14 مارس 1983 في ليبرفيل) لاعب كرة قدم غابوني دولي يجيد اللعب في خط الهجوم. يلعب لصالح نادي أنجيه الفرنسي.

## روابط خارجية
- فابريس دو ماركولينو على موقع الاتحاد الدولي (مؤرشف)  (الإنجليزية)
- فابريس دو ماركولينو على موقع قاعدة بيانات كرة القدم.إي يو (الإنجليزية)
- فابريس دو ماركولينو على موقع ناشيونال فوتبول تيمز (الإنجليزية)
- فابريس دو ماركولينو على موقع Soccerway.com (الإنجليزية)
- فابريس دو ماركولينو على موقع عالم كرة القدم.نت (الإنجليزية)
- فابريس دو ماركولينو على موقع GSA (الإنجليزية)